# Oxyrhopus clathratus
Oxyrhopus clathratus (несправжня коралова змія Дюмеріля) — вид змій родини полозових (Colubridae). Мешкає в Бразилії і Аргентині.

## Поширення і екологія
Несправжні коралові змії Дюмеріля мешкають на південному сході Бразилії, від південної Баїї до півночі Ріу-Гранді-ду-Сула, а також в аргентинській провінції Місьйонес. Вони живуть в атлантичних лісах і араукарієвих лісах, іноді трапляються на відкритих ділянках. Молоді змії живляться ящірками, а дорослі — ссавцями.